# اوگو سیگمن
اوگو سیگمن (اسپانیایی: Hugo Sigman‎؛ زادهٔ ۱ ژانویهٔ ۱۹۴۴) تهیه‌کننده فیلم، بازرگان و سرمایه‌گذار اهل آرژانتین است.
از فیلم‌ها یا مجموعه‌های تلویزیونی که وی در آن‌ها نقش داشته است، می‌توان به قصه‌های وحشی، بازندگان قهرمان، قبیله و اجلاس سران اشاره نمود.